# Дикий Никор
Дикий Никор ― болото на севере Пружанского района Беларуси, в водосборе канала Наревка (зарегулированный приток реки Нарев).

## Описание болота
Площадь 7,2 тыс. га. Глубина торфа до 3,2 м, средняя 1,3 м, степень разложения 38 %, зольность 13,3 %. Большая часть болота в пределах Беловежской пущи.

## Флора
На территории пущи болото не осушено, преобладают гипново-осоковые ассоциации. Среди болота единственный в Беларуси участок из белой пихты. Остальная часть осушена открытой сетью в 1950. Выращивают зерновые и кормовые культуры, сеяные травы.